# Gracia Baur
Gracia Baur (ur. 18 listopada 1982 w Monachium) – niemiecka piosenkarka, reprezentantka Niemiec w 50. Konkursie Piosenki Eurowizji w 2005 roku.

## Życiorys

### Dzieciństwo i początki kariery
Baur urodziła się 18 listopada 1982 roku w Monachium jako córka Romana i Rosemary Baurów. Ma siostrę bliźniaczkę, Patricię, a ich imiona zostały im nadane z myślą o Grace Grimaldi, księżnej Monako, która zmarła kilka tygodni przed narodzinami bliźniaczek. Jako nastolatka pobierała lekcje śpiewu, brała udział w lokalnych konkursach talentów, a także zaczęła nagrywać także swoje pierwsze dema.

### Kariera muzyczna
Na przełomie 2002-03 wzięła udział w programie Deutschland sucht den Superstar, w którym zajęła ostatecznie 5. miejsce. W tym samym roku wydała swój debiutancki album zatytułowany Intaxicated, który promowały single „I Don’t Think So” i „I Believe in Miracles”.
W lutym 2005 roku Baur otrzymała tzw. „dziką kartę” od krajowego nadawcy publicznego umożliwiającą udział w finale krajowych eliminacji eurowizyjnych Germany 12 Points, do których zgłosiła się do selekcji z utworem „Run & Hide”. 12 marca zaśpiewała go w finale eliminacji i zajęła ostatecznie pierwsze miejsce z 47,2% głosów telewidzów, dzięki czemu została wybrana na reprezentantkę Niemiec w 50. Konkursie Piosenki Eurowizji organizowanym w Kijowie. Po finale selekcji producent piosenkarki, David Brandes, został posądzony o manipulację wynikami sprzedaży singla, co miało pomóc utworowi dotarcie na krajową listę przebojów, a co za tym idzie – uzyskanie przez Baur „dzikiej karty” od organizatorów eurowizyjnych eliminacji. Zdaniem Media Control GfK International, niemieckiej agencji przygotowującej m.in. cotygodniowe notowania piosenek, producent zawyżał wyniki sprzedaży zakupem dwóch tysięcy egzemplarzy singla. Agencja zdecydowała się na zbanowanie utworu na krajowych listach przebojów na czas trzech tygodni. Baur stawiła się za producentem, a także oskarżyła inną niemiecką piosenkarkę, Jeanette Biedermann, o manipulacje listami przebojów w kraju. Niedługo po tym wytwórnia Universal, z którą kontrakt miały podpisane obie artystki, rozwiązała umowę z Baur oraz odwołała jej wszystkie gościnne koncerty w ramach trasy koncertowej estońskiego zespołu Vanilla Ninja, w którą miała wyjechać jako support. W tym czasie niemiecki dziennik Bild wystosował także list otwarty do piosenkarki, w którym zachęcał ją do rezygnacji z udziału w Konkursie Piosenki Eurowizji. List podpisało także kilku wcześniejszych reprezentantów Niemiec w konkursie, w tym m.in. Ireen Sheer (1978), Nicole (1982), Nino De Angelo (1989), Guildo Horn (1998), Corinna May (2002) i Lou (2003). 21 maja piosenkarka wystąpiła w finale Konkursu Piosenki Eurowizji, w którym zajęła ostatecznie ostatnie, dwudzieste czwarte miejsce z 4 punktami na koncie.
W listopadzie tego samego roku premierę miała jej druga płyta studyjna zatytułowana Passion, którą promowały single „Run & Hide” oraz „Never Been”.
W grudniu 2006 roku nagrała piosenkę „Cos I Believe” w duecie z Marvine Broadie, która dotarła do 39. miejsca niemieckiej listy przebojów.
Występowała także w zespole 4 United złożonym z finalistów programu Deutschland sucht den Superstar. Poza nią, w skład grupy wchodzili Nektarios Bamiatzis, Daniel Küblböck i Stephanie Brauckmeyer.

## Dyskografia

### Albumy studyjne
| Rok  | Tytuł       | Pozycja na liście | Pozycja na liście | Pozycja na liście | Pozycja na liście |
| Rok  | Tytuł       | GER               | AUT               | SWI               | EU                |
| ---- | ----------- | ----------------- | ----------------- | ----------------- | ----------------- |
| 2003 | Intoxicated | 10                | 53                | 67                | 46                |
| 2005 | Passion     | 51                | —                 | 98                | —                 |

### Single
| Rok  | Tytuł                                | Pozycja na liście | Pozycja na liście | Pozycja na liście | Album       |
| Rok  | Tytuł                                | GER               | AUT               | SWI               | Album       |
| ---- | ------------------------------------ | ----------------- | ----------------- | ----------------- | ----------- |
| 2003 | „I Dont Think So!”                   | 3                 | 20                | 11                | Intoxicated |
| 2004 | „I Believe In Miracles”              | 15                | 56                | 42                | Intoxicated |
| 2004 | „Don’t Close Your Eyes” (z 4 United) | 18                | 50                | 93                | —           |
| 2005 | „Run & Hide”                         | 12                | 57                | 43                | Passion     |
| 2005 | „When the Last Tear´s Been Dried”    | 27                | 62                | —                 | Passion     |
| 2006 | „Never Been”                         | 32                | —                 | —                 | Passion     |
| 2006 | „Cos I Believe” (z Xantoo)           | 39                | —                 | 46                | —           |
| 2009 | „Christmas Is Calling”               | —                 | —                 | —                 | —           |

## Filmografia
- Gute Zeiten, schlechte Zeiten (2003)
- St. Angela (2004)